# Clàssica Comunitat Valenciana 1969 - Gran Premio Valencia 2023
La Clàssica Comunitat Valenciana 1969 - Gran Premio Valencia 2023, trentanovesima edizione della corsa, valida come primo evento dell'UCI Europe Tour 2023 categoria 1.1, si svolse il 22 gennaio 2023 su un percorso di 190 km, con partenza da Valencia e arrivo a La Nucia. La vittoria fu appannaggio del belga Arnaud De Lie, il quale completò il percorso in 4h41'22", precedendo il connazionale Jenthe Biermans e il norvegese Edvald Boasson Hagen.
Sul traguardo di La Nucia 106 ciclisti, sui 112 partiti da Valencia, portarono a termine la competizione.

## Squadre e corridori partecipanti
Presero parte alla manifestazione 19 formazioni.
| N.    | Cod. | Squadra                           |
| ----- | ---- | --------------------------------- |
| 1-7   | EOK  | Eolo-Kometa Cycling Team          |
| 11-17 | ARK  | Team Arkéa-Samsic                 |
| 21-27 | ACT  | AG2R Citroën Team                 |
| 31-37 | COF  | Cofidis                           |
| 41-47 | JAY  | Team Jayco AlUla                  |
| 51-57 | MOV  | Movistar Team                     |
| 61-67 | BBH  | Burgos-BH                         |
| 71-77 | GBF  | Green Project-BardianiCSF-Faizanè |
| 81-87 | TEN  | TotalEnergies                     |
| 91-97 | EUS  | Euskaltel-Euskadi                 |

| N.      | Cod. | Squadra                          |
| ------- | ---- | -------------------------------- |
| 101-107 | EKP  | Equipo Kern Pharma               |
| 111-117 | CJR  | Caja Rural-Seguros RGA           |
| 121-127 | ICA  | Israel-Premier Tech Academy      |
| 131-137 | LTD  | Lotto Dstny                      |
| 141-147 | EHE  | Electro Hiper Europa             |
| 151-157 | JAV  | Kiwi Atlántico-Cabo de Peñas     |
| 161-167 | GRL  | Go Sport-Roubaix Lille Métropole |
| 171-177 | WIV  | AT85 Pro Cycling                 |
| 181-187 | NMC  | Nice Métropole Côte d'Azur       |

## Ordine d'arrivo (Top 10)
| Pos. | Corridore          | Squadra       | Tempo    |
| ---- | ------------------ | ------------- | -------- |
| 1    | Arnaud De Lie      | Lotto         | 4h41'22" |
| 2    | Jenthe Biermans    | Arkéa         | s.t.     |
| 3    | E. Boasson Hagen   | TotalEnergies | s.t.     |
| 4    | José Joaquín Rojas | Movistar      | s.t.     |
| 5    | Andrea Vendrame    | AG2R          | s.t.     |
| 6    | Antonio Jesús Soto | Euskaltel     | s.t.     |
| 7    | Gotzon Martín      | Euskaltel     | s.t.     |
| 8    | Alessandro Tonelli | Green Project | s.t.     |
| 9    | Victor Langellotti | Burgos        | s.t.     |
| 10   | Lukas Pöstlberger  | Jayco         | s.t.     |